# Oudezijds Voorburgwal
Le Oudezijds Voorburgwal, souvent abrégé en OZ Voorburgwal est un canal (mais aussi une rue) de l'arrondissement Centrum de la ville d'Amsterdam aux Pays-Bas. 

## Situation et accès
Sur le même modèle que le Oudezijds Achterburgwal auquel il est quasiment parallèle, il s'étend selon un axe nord-sud entre le Grimburgwal, un petit canal relié à la dernière partie du Rokin à être encore immergée et l'IJ en passant par Zeedijk.
Le contraste entre la partie nord et la partie sud du canal est particulièrement marqué. Au nord, en plein cœur du quartier de De Wallen, le OZ Voorburgwal est réputé pour ses sex-shops, ses cabines de prostituées, ses spectacles de peep-show ainsi que pour sa variété de coffee-shops (parmi lesquels le Bulldog) et de bars qu'on y trouve. Au sud en revanche, le canal est bordé de nombreux « grachtenpanden » monumentaux datant du Siècle d'Or ainsi que les restes des nombreux couvents qui s'y trouvaient au Moyen Âge. Au cours du XVIIe siècle et du XVIIIe siècle, le canal était principalement connu sous le nom de Fluwelenburgwal. Le pont qui traverse le OZ Voorburgwal entre Damstraat et Oude Hoogstraat, dans le prolongement du Dam marque une frontière nette entre ces deux zones.

## Historique

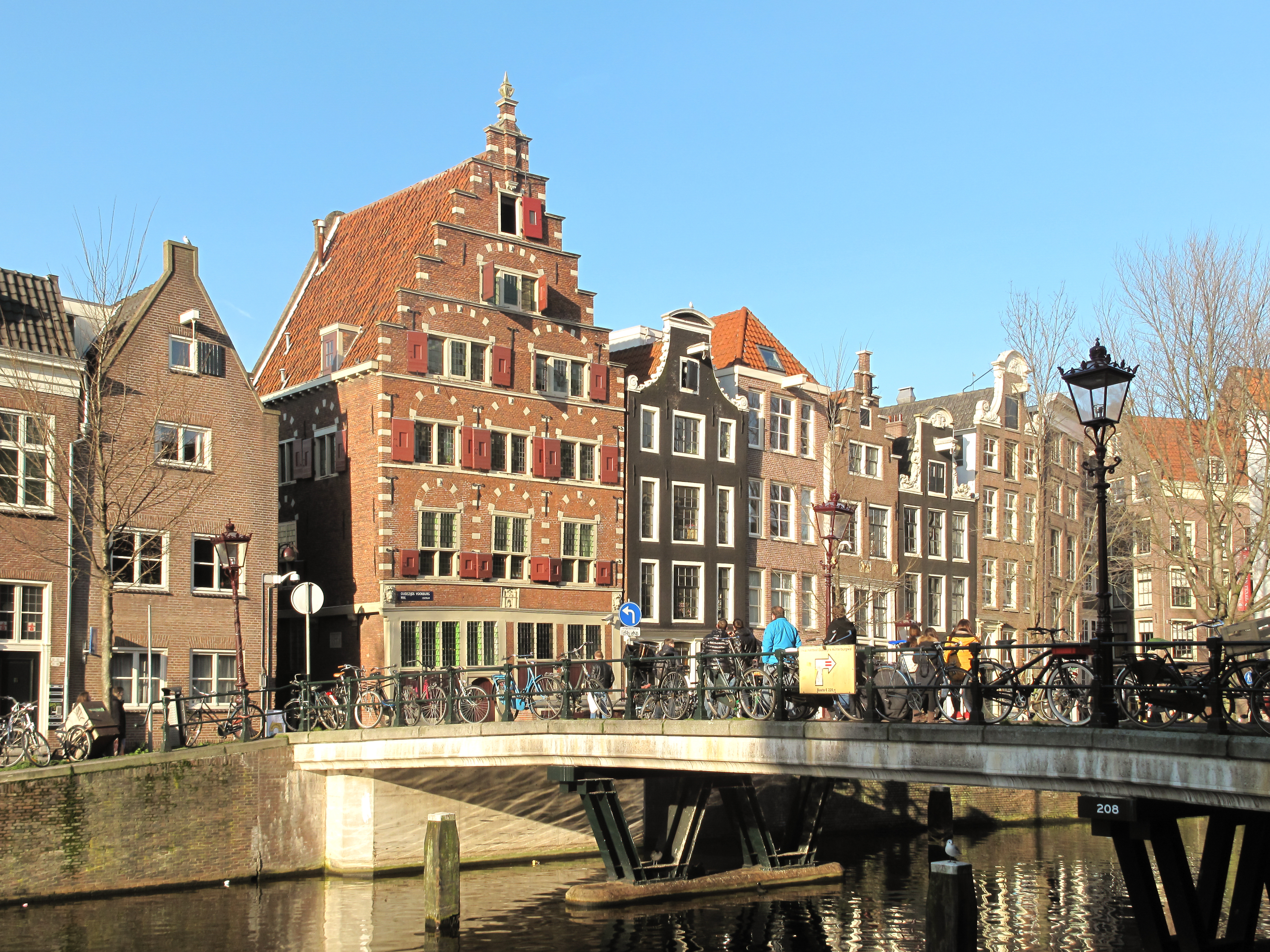
Amsterdam, vue dans la rue: de Oudezijds Voorburgwal

À l'origine, le OZ Voorburgwal était un ruisseau qui fut par la suite recreusé et reconverti en canal autour de la partie est de la ville, alors connue sous le nom de Oudezijde. Avant 1385, l'Amstel séparait la ville d'Amsterdam en deux parties de taille à peu près égale: la « Vieille ville » (oude zijde) où se trouvait la Oude Kerk et la « Nouvelle ville » (nieuwe zijde) où se trouvait la Nieuwe Kerk. Afin de garantir la protection de la ville, des canaux furent creusés de chaque côté, derrière lesquels furent ajoutés une palissade (burgwal), un mur de terre, protégé par une palissade de bois. Lorsqu’après 1385, de nouveaux murs d'enceinte furent construits, le mur existant prit le nom de Voorburgwal (avant-palissade) tandis que le nouveau mur fut baptisé Achterburgwal (arrière-palissade), et ce à la fois dans la Vieille et la Nouvelle villes. C'est la raison pour laquelle on retrouve aujourd'hui quatre canaux portant les noms de Oudezijds Voorburgwal, Oudezijds Achterburgwal, Nieuwezijds Voorburgwal et Nieuwezijds Achterburgwal (devenu Spuistraat),.
Lors de la construction des bâtiments le long du Oudezijds Voorburgwal, des jardins furent également construits derrière les maisons bourgeoises. Ils ont cependant quasiment tous disparu depuis lors.